# Онфлёр
Онфлёр (фр. Honfleur) — коммуна во Франции,  находится в регионе Нормандия, департамент Кальвадос, округ Лизьё, центра кантона Онфлёр-Довиль. Расположена в 33 км к северу от Лизьё и в 25 км к югу от Гавра, в месте впадения Сены в Ла-Манш. На противоположном берегу Сены располагается порт Гавра.
Население (2018) — 7 138 человек. 

## История
До заиления гавани в годы Континентальной блокады Онфлёр был крупным портом, способным конкурировать с соседним Гавром. Впервые упоминается в 1027 году как владение нормандского герцога Ричарда III. После Нормандского завоевания через Онфлёр шла торговля между владениями Плантагенетов по обе стороны Ла-Манша. Во время Столетней войны город несколько раз переходил из рук в руки. Отсюда разоряли английское побережье французские пираты XV века.
В XVII—XVIII вв. жители Онфлёра разбогатели на торговле с американскими колониями. Именно из Онфлёра отплыл к берегам Канады в 1608 году Шамплен. После закрытия порта экономическая жизнь остановилась, а город превратился в живописное предместье Гавра, куда приезжали в поисках вдохновения знаменитые пейзажисты Камиль Коро, Клод Моне, Жорж Сёра. В настоящее время объёмы грузооборота через порт Онфлёра очень невелики.
Во время Второй Мировой войны город был включен в систему оборонительных укреплений фашистской Германии "Атлантический вал". Сохранился блокгауз, который сейчас используется как военный музей.

## Достопримечательности
У живописнейшей гавани стоит средневековая Церковь Святого Стефана, в которой помещается музей старого Онфлёра. Коллекция музея включает морской раздел: масштабные модели старинных кораблей, яхт, различные типы рыбацких лодок, водолазный костюм начала XX века и водолазные принадлежности. Энтографическая часть содержит старинные костюмы местных жителей, предметы быта и мебель. Художественная часть музея включает картины маслом морской тематики и городские пейзажи. Среди авторов работ можно отметить: Leon Leclerc, August Jugelet и Louis Gamain, картины которых показывают историю города Онфлёр. Имеются также рисунки, скульптуры, карты. Фотографирование в музее категорически запрещено. 
Популярностью среди туристов пользуется деревянная церковь св. Екатерины (XV век). Она напоминает корабль, так как строилась местными кораблестроителями. Колокольня этой церкви была в XX веке перевезена на главную площадь города.
В Онфлёре на Верхней улице в доме 119 находится Музей эксцентричного писателя Альфонса Алле,:11 в этом здании, принадлежащем его отцу, аптекарю, он появился на свет и прожил двадцать один год. 
На другой стороне той же улицы (в доме 122) находится Дом-музей не менее эксцентричного «композитора музыки» Эрика Сати, который родился и провёл часть детства — здесь же.:11 Эти два знаменитых приятеля и не менее острых на язык уроженца Нормандии не только прославили свой город самим фактом своего появления на свет, но и много раз обращались к родным местам в своём творчестве. Сегодня в Онфлёре установлено несколько памятников — и Сати, и Алле.

 «Эрик Сати был неописуемым человеком. В том смысле, что его невозможно описа́ть. — Отец его был уроженцем Онфлёра, мать родом из Шотландии. Онфлёр наградил его тем же духом, каким проникнуты истории Альфонса Алэ: в них скрыта поэзия, и они не имеют ничего общего с глупыми расхожими анекдотами».:94— Жан Кокто, из книги «Бремя бытия», 1947 год

В городе находится памятник знаменитой Муму — героине рассказа Ивана Тургенева «Муму».
В Онфлёре зал Медиатеки носит имя поэта Шарля Бодлера, а его фраза «Онфлёр всегда был самым дорогим из моих мечтаний» выгравирована на стеклянной стене читального зала.
В Онфлёре создан «Сад личностей», где установлены бюсты знаменитых деятелей истории и культуры.

## Экономика
Структура занятости населения:
- сельское хозяйство — 1,3 %
- промышленность — 17,3 %
- строительство — 5,8 %
- торговля, транспорт и сфера услуг — 53,7 %
- государственные и муниципальные службы — 21,9 %

Уровень безработицы (2017) — 17,2 % (Франция в целом —  13,4 %, департамент Кальвадос — 12,5 %). 

Среднегодовой доход на 1 человека, евро (2018) — 19 320 (Франция в целом — 21 730, департамент Кальвадос — 21 490).

## Демография
Динамика численности населения, чел.

## Администрация
Пост мэра Онфлёра с 1995 года занимает Мишель Ламар (Michel Lamarre), член Совета департамента Кальвадос от кантона Онфлёр-Довиль. На муниципальных выборах 2020 года возглавляемый им независимый список победил в 1-м туре, получив 73,01 % голосов.
| Период | Период | Фамилия        | Партия        | Примечания                                     |
| ------ | ------ | -------------- | ------------- | ---------------------------------------------- |
| 1971   | 1995   | Мишель Льябатр | Разные правые | член Генерального Совета департамента          |
| 1995   |        | Мишель Ламар   | Разные правые | член Генерального Совета и Совета департамента |

## Города-побратимы
- Сануидж, Великобритания
- Вёрт-ам-Майн, Германия
- Онфлёр, Канада
- Берлингтон, США
- Плёс, Россия

## Галерея

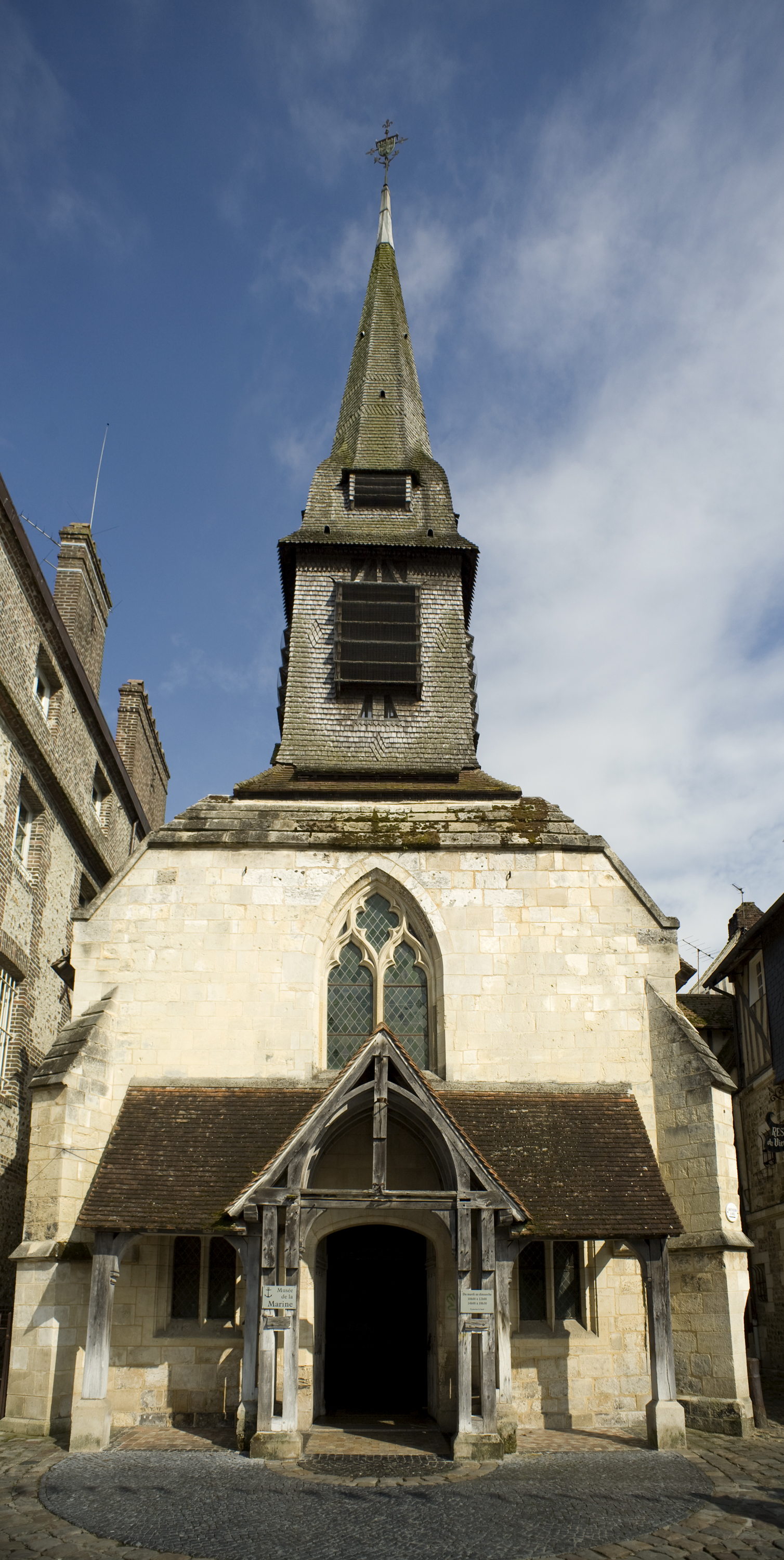
Церковь Святого Стефана
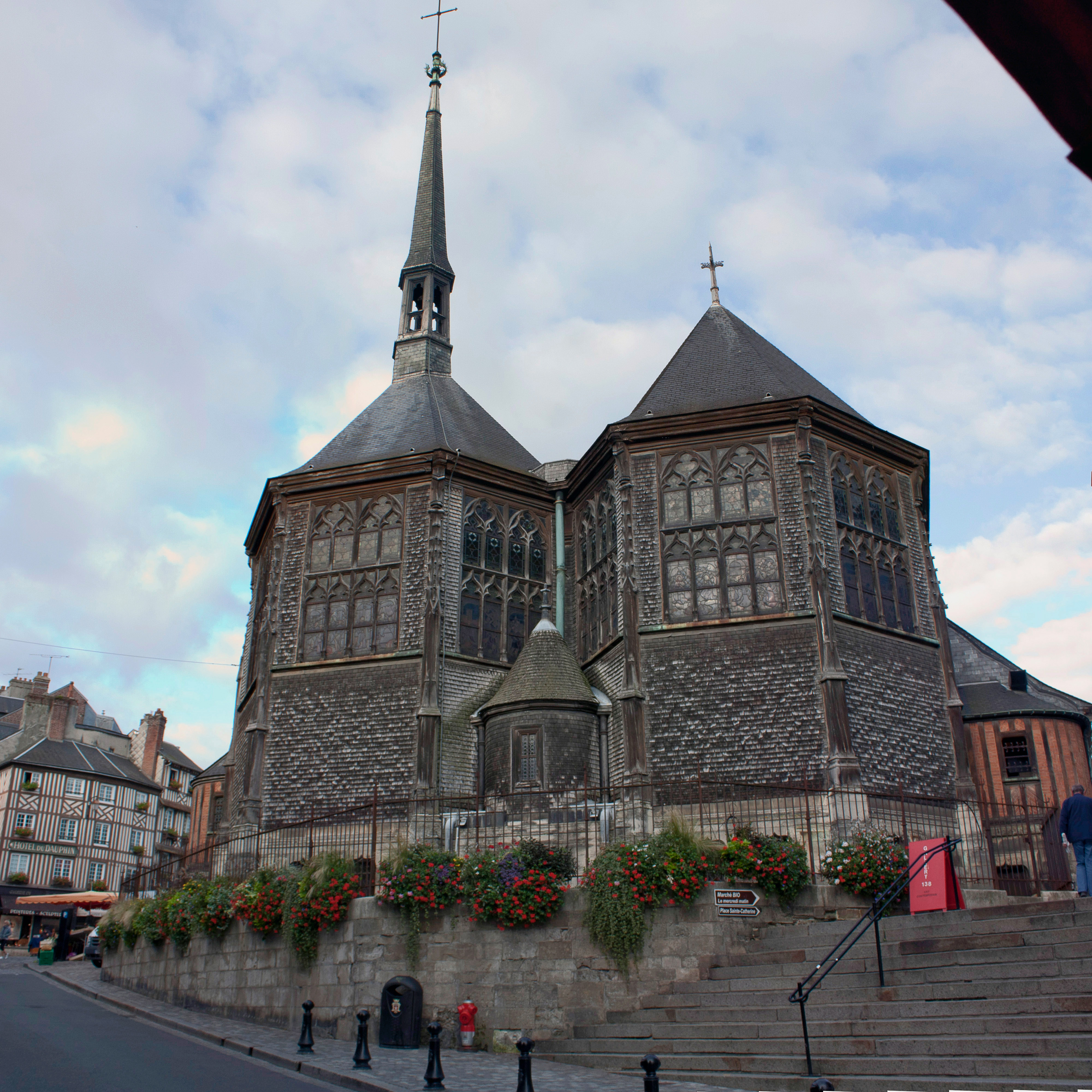
Церковь Святой Екатерины
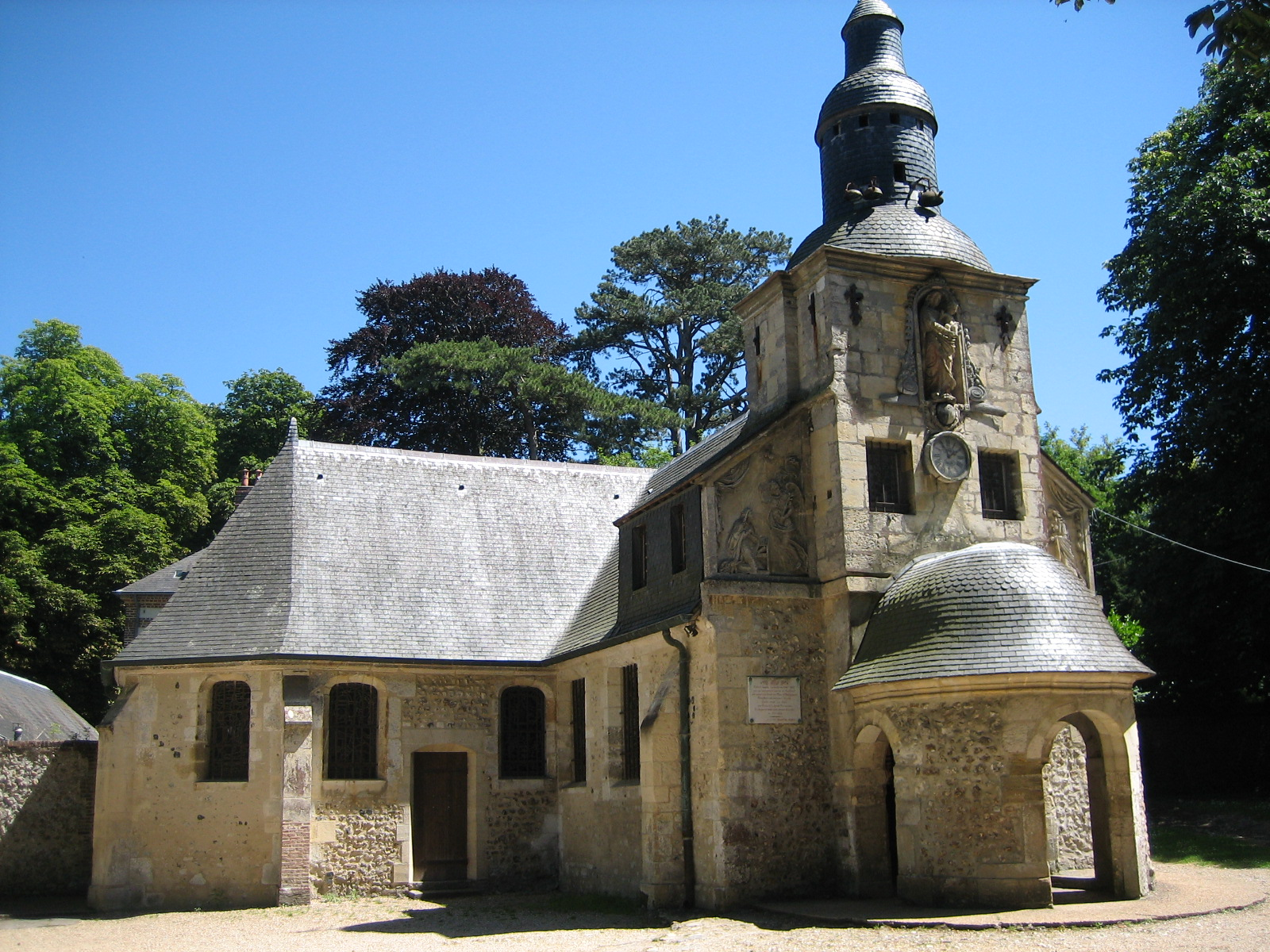
Часовня Нотр-Дам де Грас
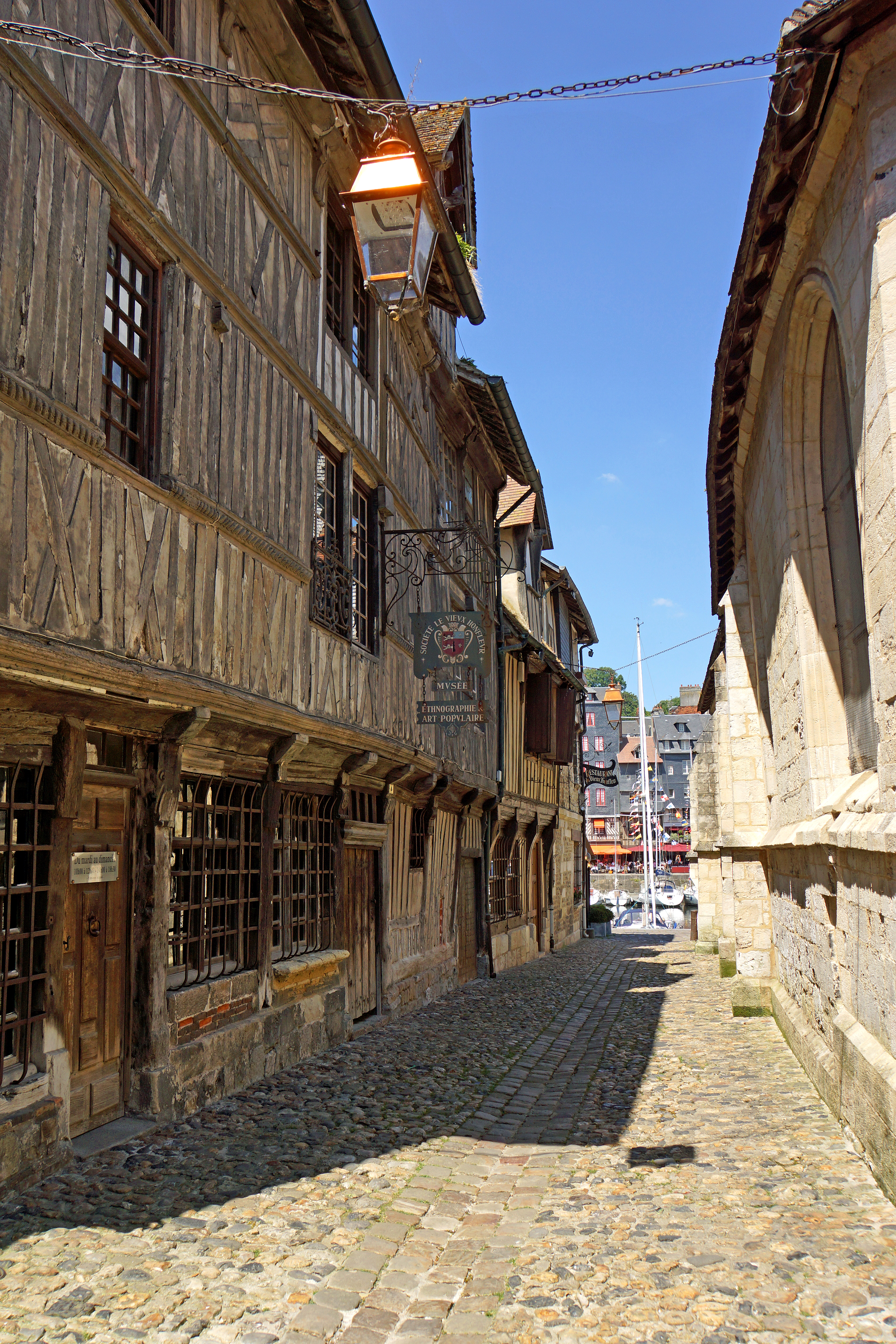
Улица Онфлёра
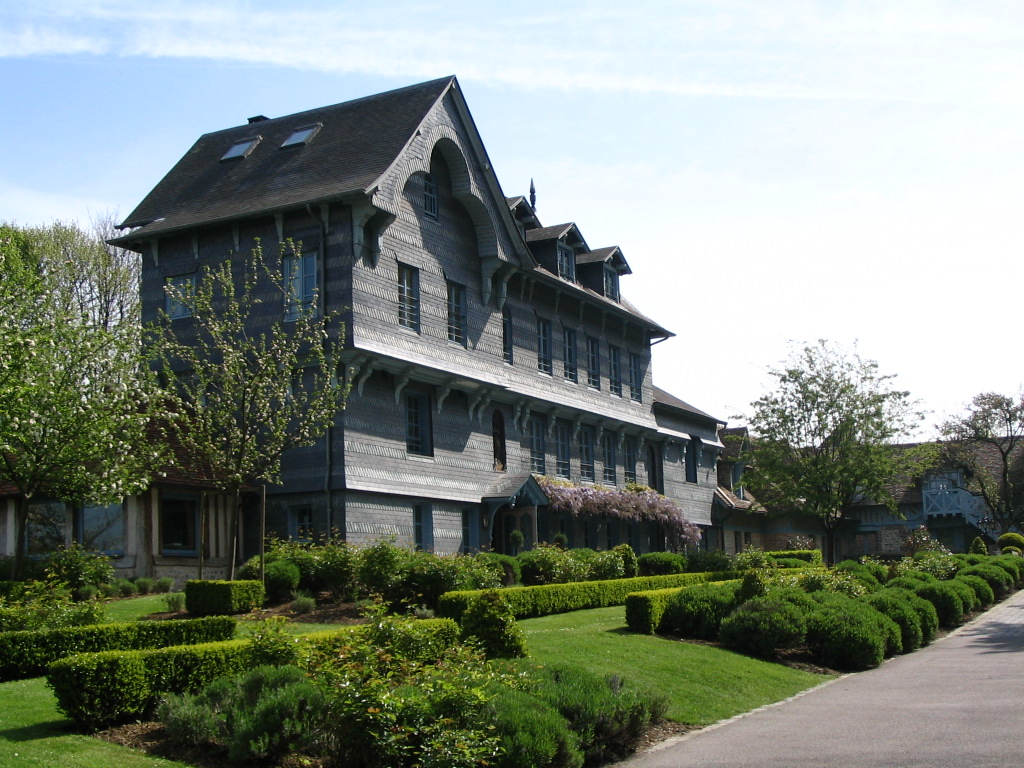
Ферма Сен-Симеон
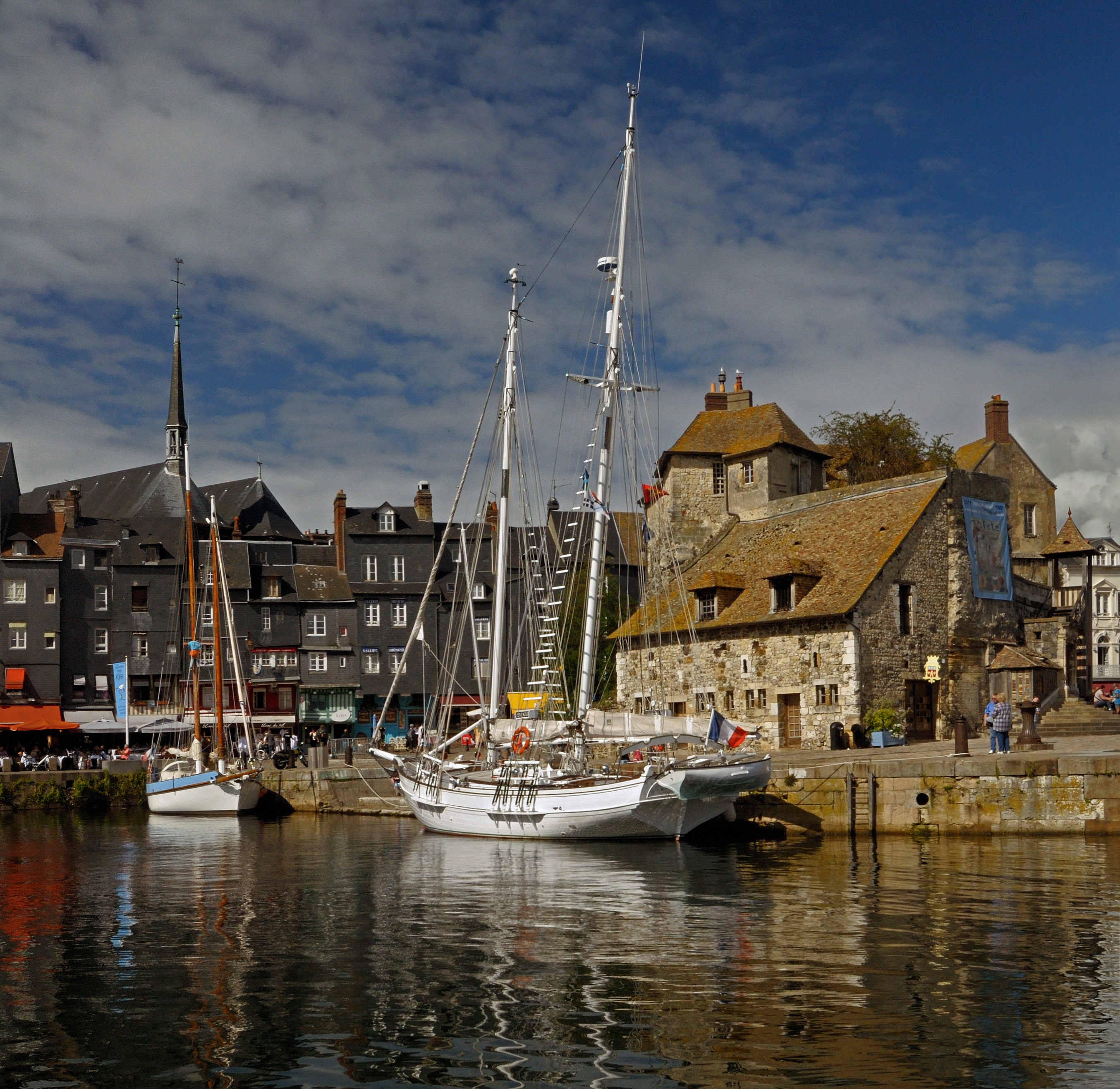
Вид на гавань и «дом лейтенанта»